# Suzanne Raes
Suzanne Raes (* 1969) ist eine niederländische Regisseurin von Dokumentar- und Lehrfilmen. Ihr Film Where Dragons Live nahm am Internationalen Dokumentarfilmfestival München 2025 teil. Zwei Jahre zuvor wurde der von ihr gedrehte Film Vermeer – Reise ins Licht auch vom DOK.fest München eingeladen.

## Leben und Karriere
Suzanne Raes studierte Kulturwissenschaften in Amsterdam. Sie begann danach ihre Karriere bei verschiedenen Fernsehsendungen als Redakteurin. Seit 2001 arbeitet sie als unabhängige Regisseurin von Dokumentarfilmen. Im Mittelpunkt ihrer Filme stehen Themen wie beispielsweise illegale Reinigungskräfte, alte Aktivisten, Künstler oder auch die Fortführung traditioneller, japanischer Töpferei. Ihre Arbeit wird weltweit gezeigt und als zugänglich und ansprechend beschrieben. Die Dokumentarfilme von Suzanne Raes gewannen mehrfach Preise und wurden auch für Preise nominiert.
Ihr Film Ganz: How I Lost My Beetle über den jüdischen Erfinder des beliebten Autos wurde sowohl als Theaterstück umgesetzt, als auch in den Niederlanden, Deutschland und der Schweiz im Fernsehen ausgestrahlt.
2023 drehte sie den Film Vermeer - Reise ins Licht. Er dokumentiert, wie die größte Ausstellung von Vermeers Gemälden im Rijksmuseums Amsterdam entstand. Der Film zeigt die stille Diplomatie, die nötig war, um die Gemälde in die Niederlande zu bringen, sowie die neuen Erkenntnisse, die durch das Scannen der Gemälde gewonnen wurden, bis hin zu der überraschenden Nachricht, dass ein Werk vielleicht doch nicht von Vermeer stammt. Nach und nach wird durch den Film klar, wie Vermeer die Wirklichkeit so anders als seine Zeitgenossen darstellen konnte und welche Arbeit und Sorgfalt Restauratorinnen und Kuratoren mit der Ausstellung hatten. Vermeer - Reise ins Licht konnte kurz nach seinem Kinostart in den niederländischen Kinos über 30.000 Tickets einspielen. Mit diesem Film nahm sie auch am DOK.fest München 2023 teil.
2025 nahm Suzanne Raes mit Where Dragons Live, einem Film über das Auflösen eines Familienhaushalts und die dadurch ausgelösten Kindheitserinnerungen, abermals am Internationalen Dokumentarfilmfestival München teil.

## Filmografie (Auswahl)
- 2008: The House of Hristina
- 2009: The Rainbow Warriors of Waiheke Island
- 2012: The Successor of Kakiemon (Regie und Drehbuch)
- 2013: Hou me vast – De Dijk
- 2013: Don´t Shoot the Messenger
- 2015: Boudewijn de Groot (Come Closer)
- 2015: Vleesverlangen
- 2015: The Iron Century (Fernsehserie)
- 2015: De tegenprestatie
- 2017: 0,03 Seconde
- 2019: How I Lost My Beetle
- 2019: Le véritable inventeur de la Coccinelle
- 2019: MS
- 2020: Jochem Myjer - Nog eentje dan
- 2020: Hart van de democratie
- 2022: Two Men
- 2023: Close to Vermeer (Vermeer – Reise ins Licht)
- 2024: Waar Draken Wonen (Where Dragons Live) (Regie)

## Auszeichnungen
- 2008: Merit Prize des Taiwan International Documentary Film Festival für The House of Hristina[9]
- 2015: IDFA Melkweg Music Documentary Audience Award für Come Closer
- 2016: Goldenes Kalb für den besten Dokumentarkurzfilm für De tegenprestatie
- 2017: Crystal Film Preis der Niederlande für 0,03 Seconde
- 2022: Jury Prize beim Bruges International Filmfestival für Two Men
- 2023: Jury Prize des Guangzho International Documentary Filmfestivals für Vermeer - Reise ins Licht
- 2023: Septimius Award für Vermeer – Reise ins Licht